# Tricentrogyna crocantha
Tricentrogyna crocantha là một loài bướm đêm trong họ Geometridae.